# Axonolaimus demani
Axonolaimus demani är en rundmaskart som beskrevs av De Coninck och Stekhoven 1933. Axonolaimus demani ingår i släktet Axonolaimus och familjen Axonolaimidae. Arten är reproducerande i Sverige. Inga underarter finns listade i Catalogue of Life.